# Алиу, Лукуман
Лукуман Алиу (англ. Lukuman Aliu; род. 25 марта 2003, Агеге, Лагос) — нигерийский футболист, полузащитник клуба «Гомель».

## Карьера

### «Слуцк»
В июле 2020 году футболист присоединился к нигерийскому клубу «Ифеаньи Убах», в составе которого принимал участие в рамках чемпионата Нигерии. В июле 2022 года футболист на правах свободного агента присоединился к белорусскому «Слуцку», подписав контракт до конца сезона . Дебютировал за клуб футболист 12 августа 2022 года в матче против гродненского «Немана», выйдя на замену на 88 минуте. По итогу сезона футболист вместе с клубом завершил чемпионат на итоговом одиннадцатом месте в турнирной таблице. На протяжении сезона футболист выступал за клуб в роли игрока замены, большую часть матчей проведя на скамейке запасных, результативными действиями не отличившись. В декабре 2022 года футболист покинул слуцкий клуб по окончании срока действия контракта.

### «Сморгонь»
В январе 2023 года появилась информация, что футболист может присоединиться к белорусской «Сморгони». В апреле 2023 года футболист официально присоединился к сморгонскому клубу, с которым подписал контракт до конца сезона. Дебютировал за клуб футболист 21 апреля 2023 года в матче против «Слуцка», выйдя на замену на 70 минуте. Первым результативным действием за клуб футболист отличился 14 мая 2023 года в матче против гродненского «Немана», отдав голевую передачу. По итогу сезона футболист вместе с клубом завершил чемпионат на итоговом одиннадцатом месте. На протяжении сезона футболист выступал за клуб в роли одного из основных игроков, отличившись своей единственной голевой передачей.
В январе 2024 года футболист проходил просмотр в российском клубе «Волгарь». В марте 2024 года футболист продлил контракт с белорусской «Сморгонью» ещё на сезон. Новый сезон за клуб футболист начал 16 марта 2024 года с матча против минского «Динамо», выйдя на замену на 74 минуте. Первым в сезоне результативным действием за клуб футболист отличился 19 апреля 2024 года в матче против «Гомеля», отдав голевую передачу. Дебютным забитым голом за клуб футболист отличился 26 мая 2024 года в матче против солигорского «Шахтёра». В июне 2025 года сообщалось, что футболист станет игроком ярославского «Шинника». Вскоре футболист официально покинул клуб.

### «Гомель»
В июне 2024 года футболист на правах свободного агента присоединился к ярославскому «Шиннику». Однако в августе 2024 года футболист покинул российский клуб, расторгнув контракт по соглашению сторон. В сентябре 2024 года футболист на правах свободного агента присоединился к «Гомелю», подписав контракт до конца сезона. Дебютировал за клуб футболист 12 сентября 2024 года в матче против минского «Динамо», выйдя на замену на 66 минуте. Первым результативным действием за клуб футболист отличился 16 сентября 2024 года в матче против столичного «Минска», отдав голевую передачу. По итогу сезона футболист вместе с клубом завершил чемпионат на итоговом шестом месте в турнирной таблице. На протяжении сезона футболист выступал за клуб в роли одного из основных игроков, отличившись своей единственно голевой передачей.
В январе 2025 года футболист продлил свой контракт с гомельским клубом ещё на сезон. Первый матч в новом сезоне футболист сыграл 15 марта 2025 года против жодинского «Торпедо-БелАЗ», выйдя на поле в стартовом составе. По итогам июня 2025 года футболист был признан лучшим игроком гомельского клуба.